# Chaetocnema minuta
Chaetocnema minuta är en skalbaggsart som beskrevs av F. E. Melsheimer 1847. Chaetocnema minuta ingår i släktet Chaetocnema och familjen bladbaggar. Inga underarter finns listade i Catalogue of Life.